# Einsatzstab Reichsleiter Rosenberg

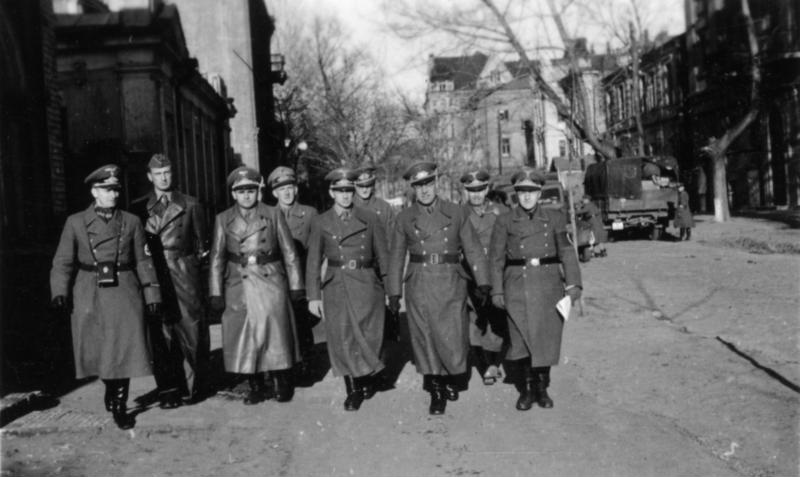
Medewerkers van de ERR in de straten van de Oekraïense stad Charkov, november 1942.

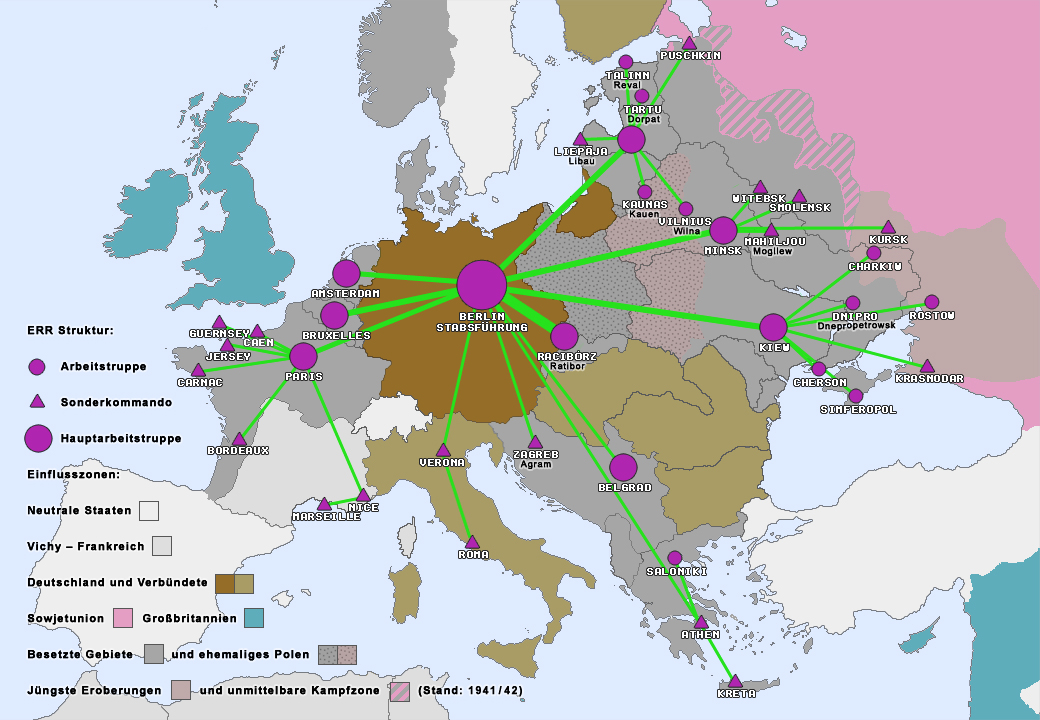

De Einsatzstab Reichsleiter Rosenberg (ERR, interventieteam van rijksleider Rosenberg) was een rooforganisatie van de NSDAP die tijdens de Tweede Wereldoorlog cultuurgoederen uit de door de nazi's bezette gebieden systematisch bij elkaar bracht naar Duitsland.

## Situering
De Einsatzstab RR  stond onder leiding van nazi-partijideoloog Alfred Rosenberg en het door hem geleide Aussenpolitischen Amt (APA) van de NSDAP. Vanaf oktober 1940 speelde Rosenberg een belangrijke politieke rol wanneer hij van Hitler de leiding krijgt van het Reichsministerium für die besetzten Ostgebiete of het RMfdbO.
De officiële bestaansgrond van het ERR was het project rond de Hohe Schule der NSDAP, die als een centraal orgaan voor de studie van het nationaalsocialisme gepland werd. Deze school zou het centrum worden voor onderzoek over het nationaalsocialisme. Daartoe hoorde de uitbouw van een bibliotheek. Rosenberg vatte ook het plan op om de Hohe Schule te voorzien van materiaal van ideologische tegenstanders van de nazidoctrine. Dit vond hij terug in de bibliotheken en archieven van joodse, democratische en vrijmetselaarsorganisaties in de bezette gebieden. 

De Führer beval tot een omvangrijke inbeslagname van kunstwerken uit de bezette gebieden. Daarbij kreeg Rosenberg Hitlers volmacht om als enige kunstrooforganisatie in de bezette gebieden te opereren. In totaal werden 1,5 miljoen spoorwegwagons met roofkunst naar Duitsland getransporteerd. Daaronder bevond zich ook de Barnsteenkamer uit het  Katharinapaleis bij Sint-Petersburg.

De Einsatzstab RR bestond uit acht regionale hoofdgroepen en vijf vakgebonden afdelingen waaronder muziek, beeldende kunst, geschiedenis, bibliotheken en kerken. De rooftochten van de ERR waren eng verbonden met de deportatie van de beroofde mensen naar concentratiekampen.

Frankrijk, goed gevuld met kunstschatten, was het belangrijkste jachtgebied van de ERR.  Tussen 1939 en 1945 was de ERR eerst in Polen, dan in de Benelux-landen, Frankrijk en later ook in de Sovjet-Unie Rijkscommissariaat Ostland en Oekraïne Reichskommissariat Ukraine aan de slag.

## Depots van de roofkunst
De geroofde kunst werd opgeslagen in:
- Slot Neuschwanstein, hoofddepot
- Kloster Banz ( in Oberfranken)
- Het onteigende Slotklooster Tanzenberg in Karintië sinds 1942, depot voor het geroofde boekenbestand van de geplande bibliotheek van de Hohen Schule der NSDAP

## Organisatie van de ERR
Zeven buitengewone afdelingen (zogenoemde Sonderstab) coördineerden de activiteiten van de ERR in West-Europa vanuit Parijs:
- Sonderstab Muziek met als leider Herbert Gerigk
- Sonderstab Beeldende Kunst (ook Sonderstab Louvre genoemd) met als verantwoordelijken Baron Kurt von Behr, kunstjournalist Robert Scholz met adjudant Bruno Lohse en Walter Borchers
- Sonderstab Bibliotheekuitbouw van de Hohe Schule mit als leider Walter Grothe
- Sonderstab Geschiedenis met als leider Hans Reinerth
- Sonderstab Kerken met als leiderAnton Deindl
- Sonderstab Oosten met als leiderGeorg Leibbrandt
- Sonderstab voor rassenpolitieke vraagstukken (aan de ERR toegevoegde organisatie)

In januari 1943 beschikte de ERR over 350 medewerkers. De activiteiten van de ERR wogen even zwaar als militaire oefeningen wat onder meer tot uiting kwam in hun speciaal uniform.

## Einsatzstab bibliotheken

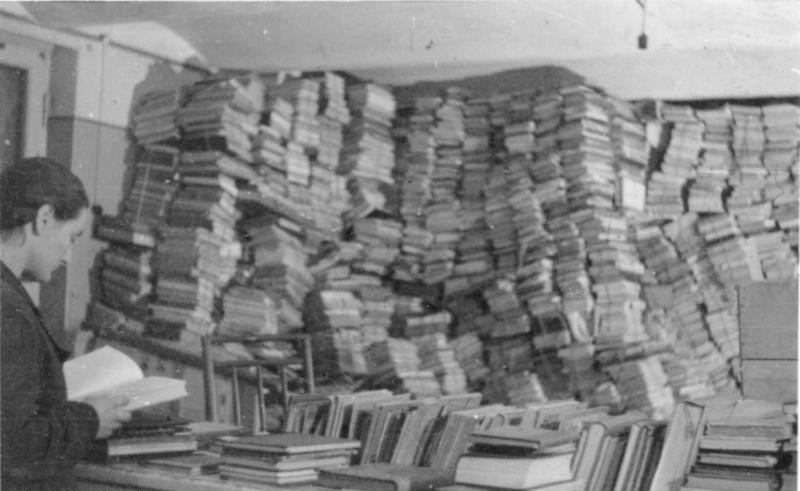
Geroofde boeken in Riga, november 1943

In het bijzonder werd de Einsatzstab RR belast met het systematisch plunderen van joodse archieven en bibliotheken uit de bezette gebieden om het in juli 1940 in Frankfurt am Main opgerichte Institut zur Erforschung der Judenfrage van materiaal te voorzien. De Einsatzstab RR bestond uit een taakgroep van ter zake deskundige Duitse bibliothecarissen. Zij deden hun werk grondig. Hetgeen niet geselecteerd werd, werd vernietigd. In februari 1943 kreeg men voor de selectie van de boeken de volgende richtlijnen toegestuurd: Alle geschriften die handelen over geschiedenis, cultuur en achtergrond van het jodendom, alsmede alle boeken geschreven door joodse auteurs in talen anders dan Hebreeuws en Jiddisch, dienen verstuurd te worden naar Frankfurt. Boeken van recente datum, na 1800, kunnen direct tot pulp vermalen worden; dit geldt ook voor gebedenboeken, Memorbücher, en andere godsdienstige werken in de Duitse taal. Wat betreft de Thorarollen werd voorgesteld dat het leder wellicht kan gebruikt worden om boeken mee in te binden. Onder de inbeslagnames bevonden zich de bibliotheken van de rabbijnenscholen van Wenen en Breslau, de afdelingen Hebraïca en Judaïca van de Gemeentebibliotheek van Frankfurt, van het Collegio Rabbinico van Rome, van de Sociatas Spinoziana in Den Haag en het Spinozahuis in Rijnsburg. Het archief van de Nederlandse uitgeverijen Querido, Pegasus en Fischer-Bergman werd eveneens geplunderd alsook de bibliotheek van het Internationale Instituut voor Sociale Geschiedenis en het Israëlitisch seminarium te Amsterdam. Eveneens werden leeggeroofd de Rosenthaliana, de Rabbi Moshe Pessah in Volos en de Strashun bibliotheek in Vilnia.

## Restitutie van de geroofde boeken en joodse archieven
Het Offenbach Archival Depot te Frankfurt am Main werd na de oorlog opgericht als centraal depot van de geroofde joodse bibliotheken, archieven en liturgische voorwerpen. De medewerkers van het depot verwerkten ongeveer 5 miljoen boeken en bezorgde deze terug aan een 4000 verschillende privé en publieke bibliotheken. De grootste voorraad vond men terug in het door Rosenberg opgerichte Institut zur Erforschung der Judenfrage.

## Rangen van de ERR
ERR was een geüniformeerde organisatie met de hiërarchische positie van de mannelijke functionarissen aangegeven door rangonderscheidingstekens op kraagspiegels. De kraagspiegels waren felrood voor de leidinggevende functionarissen en de speciale staf in Berlijn, bordeauxrood voor overig personeel en bijzondere stafleden. Op de linker onderarm zat een mouwband waarop de tekst "Einsatzstab RR" stond. Het feitelijke fysieke verwijderen van het cultuurgoed werd gedaan door lokale handarbeiders die in de bezette landen tewerkgesteld waren. Zij waren niet geüniformeerd, maar droegen een armband met de inscriptie "Im Dienst der Einsatzstabes RR".
| Insigne | Rangen                  | Vrije vertaling       | Equivalent rangen in de Wehrmacht |
| ------- | ----------------------- | --------------------- | --------------------------------- |
|         | Oberst-Einsatzführer    | Hoogste-inzetleider   | Oberst                            |
|         | Oberstabs-Einsatzführer | Hoge staf inzetleider | Oberstleutnant                    |
|         | Stabs-Einsatzführer     | Staff inzetleider     | Major                             |
|         | Haupt-Einsatzführer     | Hoofd inzetleider     | Hauptmann                         |
|         | Ober-Einsatzführer      | Hoge inzetleider      | Oberleutnant                      |
|         | Einsatzführer           | Inzetleider           | Leutnant                          |
|         | Stabs-Einsatzhelfer     | Staf inzethelper      | Stabsfeldwebel                    |
|         | Haupt-Einsatzhelfer     | Hoofd inzethelper     | Oberfeldwebel                     |
|         | Ober-Einsatzhelfer      | Hogere inzethelper    | Feldwebel                         |
|         | Einsatzhelfer           | Inzethelper           | Unteroffizier                     |
| Bron:   |                         |                       |                                   |